# Grammis
Grammis Awards er den svenske udgave af Grammy Awards. Prisuddelingen foregår traditionelt i februar i Stockholm. Pristildelingerne begyndte i 1969 og fortsatte indtil 1972, hvor de blev afsluttet. Der skete dog en genetablering af Grammis-uddelingerne i 1987, og lige siden er priserne årligt blevet uddelt.

## Præmiekategorier
- Årets sang
- Årets album
- Årets artist
- Årets børnealbum
- Årets klassiske orkester
- Årets klassiske solist
- Årets komponist
- Årets folkemusik
- Årets heavy metal
- Årets hip hop / soul
- Årets jazz
- Årets tekstforfatter
- Årets musik DVD
- Årets nye artist
- Årets popgruppe
- Årets mandelige popartist
- Årets kvindelige popartist
- Årets producer
- Årets rockgruppe
- Årets schlager/danseband
- Årets sangtekstforfatter
- Åben kategori